# Bora Lüftungstechnik

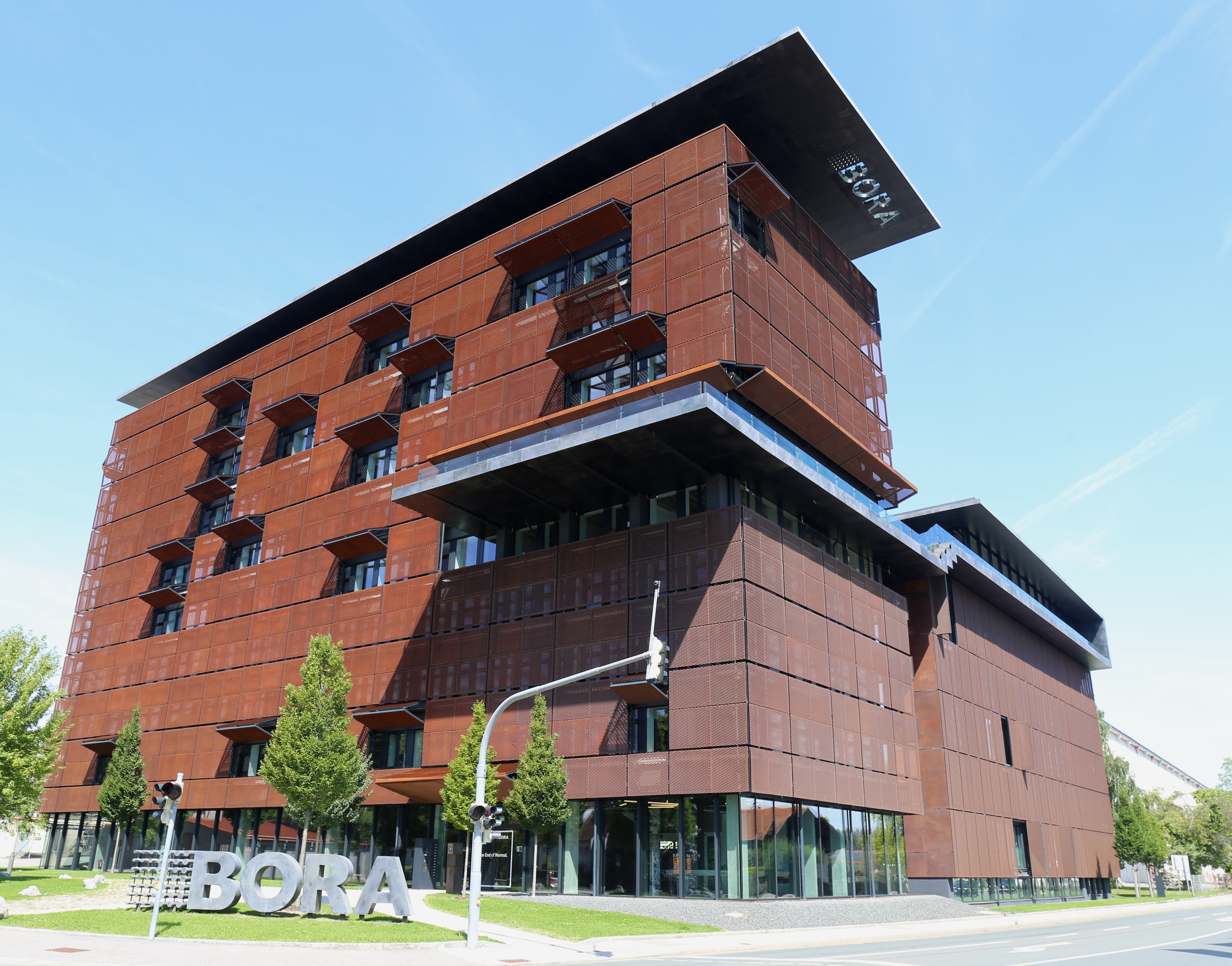
Firmengebäude in Raubling

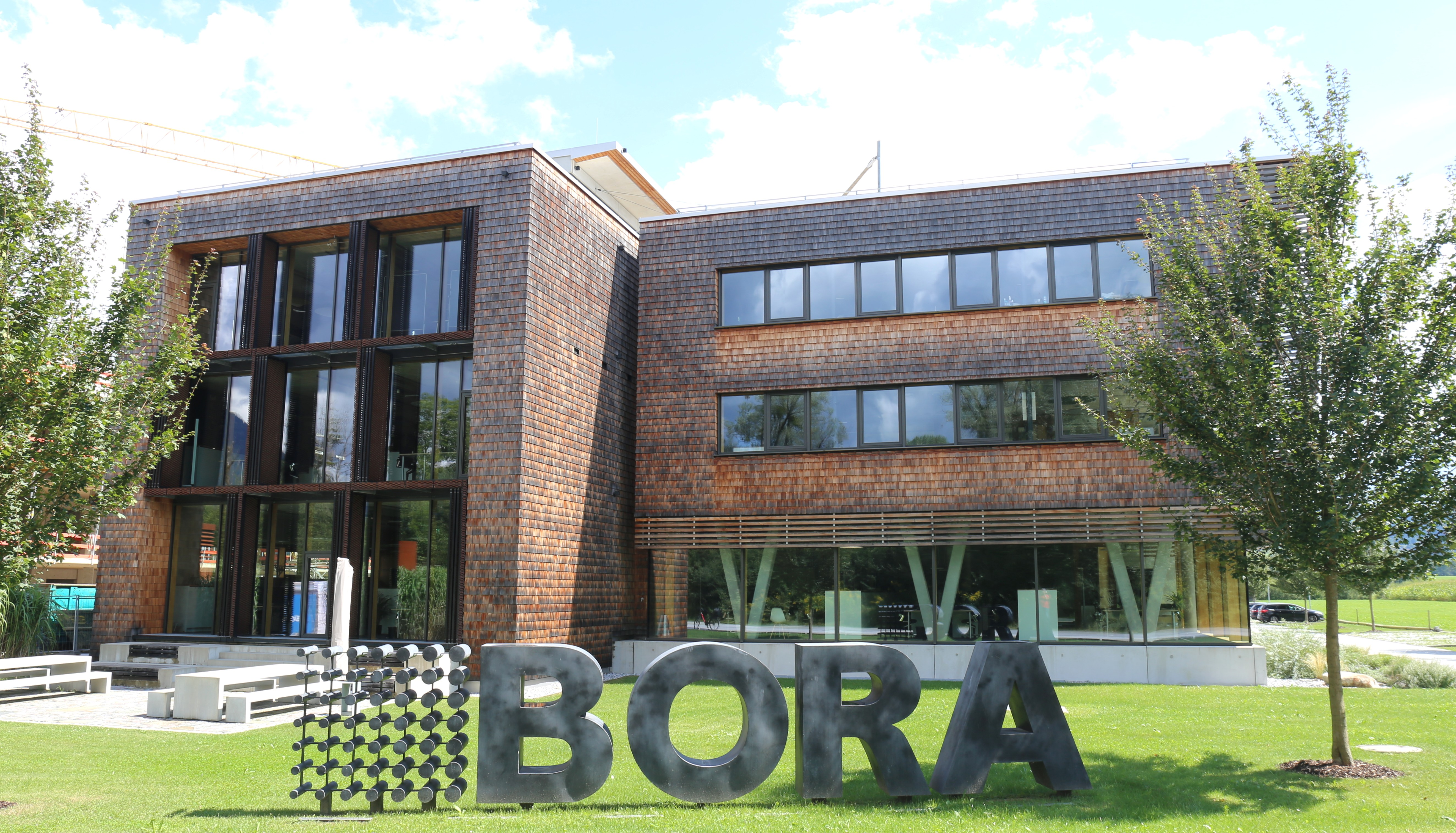
Firmengebäude Niederndorf, Tirol

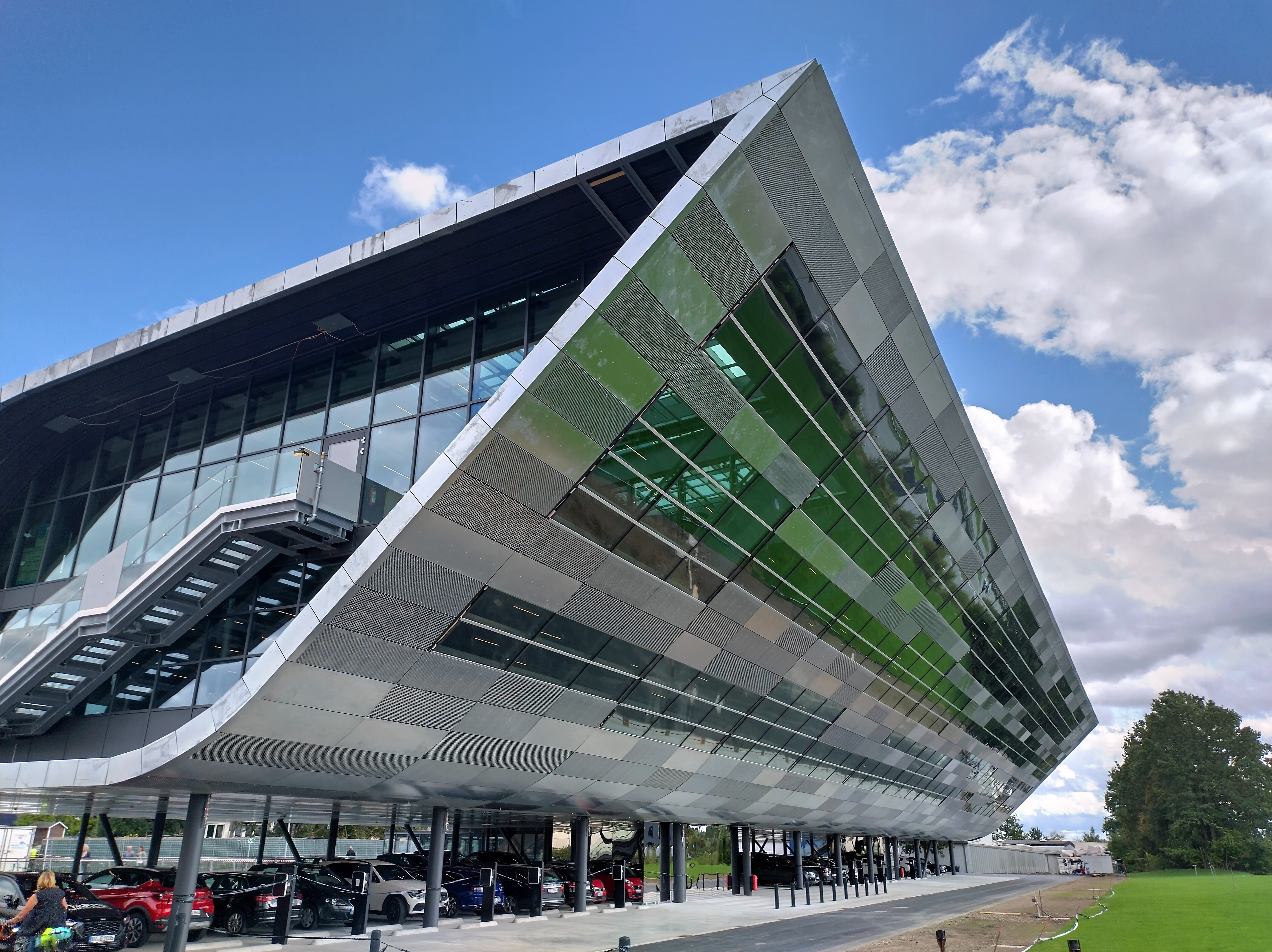
Flagship-Store Herford (2023)

Die Bora Lüftungstechnik GmbH (Eigenschreibweise: BORA) ist ein deutscher Hersteller von Kücheneinbaugeräten. Der Hauptsitz des Unternehmens befindet sich im oberbayrischen Raubling. Eine Zweigstelle befindet sich in Niederndorf (Österreich). Obergesellschaft ist die Werkhaus GmbH & Co. KG, ebenfalls mit Sitz in Raubling.
Der Name des Unternehmens leitet sich vom Fallwind Bora ab und bezieht sich auf das Bora Kochfeldabzugssystem. Das Vertriebsnetz des Unternehmens umfasst ca. 8.000 Händler in 60 Ländern.

## Geschichte
2005 entwickelte Willi Bruckbauer einen Prototyp eines Kochfeldabzugssystems, welches beim Kochen entstehenden Dunst über einen im Kochfeld eingelassenen Dunstabzug nach unten absaugt. 2006 erfolgte die erste Patentanmeldung des BORA Professional Kochfeldabzugssystem. 2007 gründete Willi Bruckbauer das Unternehmen Bora Lüftungstechnik GmbH.
2008 wurde das erste Bora-Kochfeldabzugssystem in den Verkauf gebracht, in den folgenden Jahren wurden auch Um- und Abluftsysteme für Privatküchen angeboten und das Vertriebsnetz auf 58 Länder ausgeweitet.
Im September 2023 eröffnete die Bora Lüftungstechnik GmbH in Herford einen Flagship-Store, in dem die eigenen Produkte präsentiert werden, in dem aber auch für mehrere Küchenmöbelhersteller Ausstellungsflächen zur Verfügung stehen. Auf der obersten Etage befindet sich ein Restaurant. Das architektonisch außergewöhnliche Gebäude, das von Weitem wie ein Flugzeugflügel aussieht, steht an der Ausfahrt Ahmser Straße der Bundesstraße 239.
2025 plant das Unternehmen in Österreich eine Fabrik zu bauen. Ungefähr 100 neue Arbeitsplätze sollen beim bestehenden Standort entstehen.

## Produkte
Das Unternehmen stellt hauptsächlich Kochfeldabzugssysteme her. Die Bora-Kochfeldabzugssysteme sind im Kochfeld integriert und nutzen Querströmung, um den Dunst nach unten abzusaugen. Diese Produktkategorie macht den größten Teil des jährlichen Umsatzes aus.
Seit 2021 bietet Bora ein Kombigerät aus Dampfgarer und Backofen an. Im September 2023 wurden einbaufähige Kühl- und Gefriergeräte vorgestellt, welche Bora bei Liebherr fertigen lässt.

## Auszeichnungen
Das Unternehmen erhielt mehrfach einen German Design Award, IF Design Awards und Red Dot Design Awards
Im Jahr 2018 gewann Bora den Mittelstandspreis der Medien des WirtschaftsKuriers in der Kategorie „Unternehmertum“ für das Bora-Kochfeldabzugssystem. Im Jahr 2010 hatte das Unternehmen außerdem den Deutschen Gründerpreis in der Kategorie Startup erhalten.

## Sponsoring
Seit 2015 ist Bora einer der Titelsponsoren des heutigen Radsport-Teams Red Bull-Bora-hansgrohe. Bereits zuvor sponsorte Bora das Team als kleinerer Sponsor. Während der Saisons 2015 und 2016 hieß das Team Bora-Argon 18, von 2017 bis Juni 2024 Bora-hansgrohe. Seit 2018 ist das Team als UCI WorldTeam lizenziert. Mit der Mehrheitsübernahme des Teams durch Red Bull änderte sich der Teamname zur Tour de France 2024 in Red Bull-Bora-hansgrohe. Zu den größten Erfolgen des Teams zählen die Gewinne des Giro d’Italia 2022 durch Jai Hindley und der Vuelta a España 2024 durch Primož Roglič.